# Конферентен разговор
В телекомуникациите , конферентен разговор е телефонно обаждане, което има повече от двама участници.
Конферентен разговор може да бъде създаден от една от страните, които канят останалите участници в разговора, или чрез директно обаждане на телефонния номер на конференцията (conference bridge), или чрез вътрешно свързване или резервиране в системата, където се осъществява обаждането. При конферентна връзка е възможно всички страни също да могат да говорят, а не само да чуват, но понякога някои от участниците в конферентните разговори са просто слушатели.
За първи път конферентните разговори бяха въведени като разширение за телефонни разговори, в които участваха повече от двама. Използвайки уебсайтове като QConf и софтуер като Skype и други, можете да създавате конферентни разговори за голям брой потребители.
През 2020 г., когато се изискваше социална дистанция поради корона вируса, разпространението на услугите за видеоконферентна връзка, като Зуум, се увеличи и допълнителните услуги временно премахнаха ограничението за използване или възможния брой участници в такива разговори.